# Lesotho a 2016. évi nyári olimpiai játékokon
Lesotho a brazíliai Rio de Janeiróban megrendezett 2016. évi nyári olimpiai játékok egyik részt vevő nemzete volt. Az országot az olimpián 3 sportágban 8 sportoló képviselte, akik érmet nem szereztek.

## Atlétika
Férfi
| Versenyző      | Versenyszám | Selejtező | Selejtező | Selejtező | Előfutam | Előfutam | Előfutam | Elődöntő | Elődöntő | Elődöntő | Döntő         | Döntő         |
| Versenyző      | Versenyszám | Idő       | Hely.     | Össz.     | Idő      | Hely.    | Össz.    | Idő      | Hely.    | Össz.    | Idő           | Helyezés      |
| -------------- | ----------- | --------- | --------- | --------- | -------- | -------- | -------- | -------- | -------- | -------- | ------------- | ------------- |
| Mosito Lehata  | 100 m       | kiemelt   | kiemelt   | kiemelt   | 10,25    | 4.       | 32.*     | kiesett  | kiesett  | kiesett  | kiesett       | kiesett       |
| Mosito Lehata  | 200 m       |           |           |           | 20,65    | 7.       | 49.**    | kiesett  | kiesett  | kiesett  | kiesett       | kiesett       |
| Namakoe Nkhasi | 5000 m      |           |           |           | 13:41,92 | 15.      | 32.      |          |          |          | kiesett       | kiesett       |
| Lebenya Nkoka  | Maraton     |           |           |           |          |          |          |          |          |          | 2:25:13       | 95.           |
| Tsepo Ramonene | Maraton     |           |           |           |          |          |          |          |          |          | nem ért célba | nem ért célba |

Női
| Versenyző     | Versenyszám | Előfutam | Előfutam | Előfutam | Elődöntő | Elődöntő | Elődöntő | Döntő   | Döntő    |
| Versenyző     | Versenyszám | Idő      | Hely.    | Össz.    | Idő      | Hely.    | Össz.    | Idő     | Helyezés |
| ------------- | ----------- | -------- | -------- | -------- | -------- | -------- | -------- | ------- | -------- |
| Tsepang Sello | 800 m       | 2:10,22  | 8.       | 58.      | kiesett  | kiesett  | kiesett  | kiesett | kiesett  |

* - egy másik versenyzővel azonos eredményt ért el

** - két másik versenyzővel azonos eredményt ért el

## Kerékpározás

### Hegyi-kerékpározás
| Versenyző       | Versenyszám        | Idő           | Helyezés      |
| --------------- | ------------------ | ------------- | ------------- |
| Phetetso Monese | Férfi terepverseny | nem ért célba | nem ért célba |

## Ökölvívás
Férfi
| Versenyző          | Versenyszám | Selejtező                    | Nyolcaddöntő      | Negyeddöntő       | Elődöntő          | Döntő             | Helyezés |
| Versenyző          | Versenyszám | Ellenfél Eredmény            | Ellenfél Eredmény | Ellenfél Eredmény | Ellenfél Eredmény | Ellenfél Eredmény | Helyezés |
| ------------------ | ----------- | ---------------------------- | ----------------- | ----------------- | ----------------- | ----------------- | -------- |
| Moroke Mokhotho    | Légsúly     | Achraf Kharroubi (MAR) · 0-3 | kiesett           | kiesett           | kiesett           | kiesett           | 17.      |
| Inkululeko Suntele | Harmatsúly  | Bilel Mhamdi (TUN) · 0-3     | kiesett           | kiesett           | kiesett           | kiesett           | 17.      |